# مريوان حلبجي
مريوان حلبجيي (بالكردية: مەریوان ھەڵەبجەیی، وُلد 9 يونيو 1963) كاتب كردي عراقي وخطيب عام وناشط في حقوق الإنسان. ألف ستة عشر كتابًا وأنتج أكثر من تسعين فيلمًا وثائقيًا تغطي موضوعات تترواح من الإلهيات إلى علم النفس وحقوق الإنسان. هو مؤلف كتاب الجنس والشريعة والنساء في تاريخ الإسلام (له عنوان بديل: الجنس والقانون والنساء في التاريخ الإسلامي). حقق الكتاب شهرة دولية عندما نُشر في 2005، وأُعيدت طباعته إحدى عشرة مرة وتُرجم إلى العربية والفارسية والبشتونية لملايين القراء. الكتاب عن كيفية استخدام الإسلام والشريعة لقمع المرأة المسلمة. قال حلبجيي: «أردتُ أن أثبت مدى قمع النساء في الإسلام وانعدام حقوقهن». أكد حلبجيي أن الكتاب «مبني على مصادر إسلامية كالقرآن الكريم وصحيحي مسلم وبخاري والكثير غيرها». نتيجة لعمله الجدلي، غالبًا ما يُشار إليه باسم «سلمان رشدي كردستان العراق».

## الفتوى الأولى في كردستان العراق
ذكرت التقارير أن حلبجيي أُجبر على الفرار من كردستان العراق إلى النرويج لأن رابطة كردستان الإسلامية أصدرت فتوى «مشروطة» بقتله إذا لم يتُب ويعتذر عن كتابة كتابه. قال حلبجيي: «قال الملالي والعلماء إنني إذا ما ذهبت إليهم واعتذرت فسيجلدونني ثمانين جلدة ثم يحيلونني إلى لجنة فتوى لتقرر ما إن كان ينبغي قطع رأسي أم لا. ربما يسامحونني، وربما لا».
يُزعم أن حلبجيي تلقى اتصالات هاتفية تقول: «الآن، أم في غضون عشرة أو خمس عشرة سنة، سنقتلك». قال حلبجيي في وقت آخر: «قال الإسلامويون مرة على الراديو إنهم إذا ما عرفوا مكاني، فسيفجرون أنفسهم معي». قال حلبجيي: «أردت الدفاع عن النساء بذلك الكتاب، لكن أول ما فعلته كان إيذاء زوجتي». إذ اضطر حلبجيي بالنتيجة إلى الاختباء رفقة زوجته الحبلى وأطفاله الثلاثة.
فر حلبجيي من كردستان العراق بعد أن رفضت زعمًا حكومة إقليم كردستان (كيه آر جي) تقديم أي حماية له أو اعتقال الذين هددوا حياته. قال حلبجيي: «لم تقدم السلطات الكردية أي حماية من تهديدات الفتاوى، وكنت أتوقع أن أتلقى رصاصة أو أن تُرمى قنبلة يدوية إلى مسكني في أي لحظة».
ردًا على مسألة حلبجيي، قال وزير القضايا الدينية في حكومة إقليم كردستان العراق الدكتور محمد غزنايي للمتظاهرين إنه وفقًا لقوانين كردستان العراق، فإن «تشويه سمعة» أو «نقد» الدين أو الشخصيات الدينية جريمة عقوبتها شديدة. قال الدكتور غزنايي: «سنصدر بحق أولئك الذين يهاجمون أنبياءنا حكمًا حتى يكونوا درسًا للجميع». كانت في حوزة حلبجيي مذكرة باعتقاله صادرة من قسم شرطة السليمانية عندما فر من كردستان العراق.
في أغسطس 2006، مُنح حلبجيي لجوءًا سياسيًا في النرويج.